# Емрах Куш
Емрах Куш (тур. Emrah Kuş; нар. 13 жовтня 1988) — турецький борець греко-римського стилю, срібний та бронзовий призер чемпіонатів світу, бронзовий призер чемпіонату Європи.

## Життєпис
Боротьбою почав займатися з 2000 року. Був чемпіоном Європи 2007 року серед юніорів.
Виступав за борцівський клуб Istanbul Bueyueksehir Belediyesi зі Стамбула. Тренер — Хаккі Башар.

## Спортивні результати на міжнародних змаганнях

### Виступи на Чемпіонатах світу
| Змагання                        | Збірна    | Вагова категорія                 | Місце  |
| ------------------------------- | --------- | -------------------------------- | ------ |
| Чемпіонат світу з боротьби 2013 | Туреччина | греко-римська боротьба, до 74 кг | Бронза |
| Чемпіонат світу з боротьби 2015 | Туреччина | греко-римська боротьба, до 75 кг | 26     |
| Чемпіонат світу з боротьби 2018 | Туреччина | греко-римська боротьба, до 82 кг | Срібло |
| Чемпіонат світу з боротьби 2019 | Туреччина | греко-римська боротьба, до 82 кг | 18     |

### Виступи на Чемпіонатах Європи
| Змагання                         | Збірна    | Вагова категорія                 | Місце  |
| -------------------------------- | --------- | -------------------------------- | ------ |
| Чемпіонат Європи з боротьби 2016 | Туреччина | греко-римська боротьба, до 75 кг | 8      |
| Чемпіонат Європи з боротьби 2017 | Туреччина | греко-римська боротьба, до 75 кг | 10     |
| Чемпіонат Європи з боротьби 2018 | Туреччина | греко-римська боротьба, до 82 кг | 12     |
| Чемпіонат Європи з боротьби 2019 | Туреччина | греко-римська боротьба, до 82 кг | Бронза |

### Виступи на Європейських іграх
| Змагання              | Збірна    | Вагова категорія                 | Місце |
| --------------------- | --------- | -------------------------------- | ----- |
| Європейські ігри 2015 | Туреччина | греко-римська боротьба, до 75 кг | 12    |

### Виступи на Кубках світу
| Змагання                    | Збірна    | Вагова категорія                 | Місце |
| --------------------------- | --------- | -------------------------------- | ----- |
| Кубок світу з боротьби 2011 | Туреччина | греко-римська боротьба, до 74 кг | 9     |
| Кубок світу з боротьби 2015 | Туреччина | греко-римська боротьба, до 75 кг | 4     |
| Кубок світу з боротьби 2017 | Туреччина | греко-римська боротьба, до 75 кг | 4     |

### Виступи на Середземноморських іграх
| Змагання                    | Збірна    | Вагова категорія                 | Місце  |
| --------------------------- | --------- | -------------------------------- | ------ |
| Середземноморські ігри 2013 | Туреччина | греко-римська боротьба, до 74 кг | Золото |

### Виступи на Іграх ісламської солідарності
| Змагання                          | Збірна    | Вагова категорія                 | Місце  |
| --------------------------------- | --------- | -------------------------------- | ------ |
| Ігри ісламської солідарності 2022 | Туреччина | греко-римська боротьба, до 82 кг | Бронза |

### Виступи на Чемпіонатах світу з боротьби серед студентів
| Змагання                                        | Збірна    | Вагова категорія                 | Місце |
| ----------------------------------------------- | --------- | -------------------------------- | ----- |
| Чемпіонат світу з боротьби серед студентів 2012 | Туреччина | греко-римська боротьба, до 74 кг | 13    |

### Виступи на інших змаганнях
| Змагання                                                       | Збірна    | Вагова категорія                 | Місце  |
| -------------------------------------------------------------- | --------- | -------------------------------- | ------ |
| Турнір Вехбі Емре 2010                                         | Туреччина | греко-римська боротьба, до 74 кг | Бронза |
| Кубок Ядегара Імама 2010                                       | Туреччина | греко-римська боротьба, до 74 кг | 13     |
| Кубок Ядегара Імама 2011                                       | Туреччина | греко-римська боротьба, до 74 кг | Срібло |
| Золотий Гран-прі з боротьби 2011 (Баку)                        | Туреччина | греко-римська боротьба, до 74 кг | 9      |
| Турнір Дана Колова — Николи Петрова 2012                       | Туреччина | греко-римська боротьба, до 74 кг | 15     |
| Турнір Вехбі Емре 2013                                         | Туреччина | греко-римська боротьба, до 74 кг | 18     |
| Trophee Milone 2013                                            | Туреччина | греко-римська боротьба, до 74 кг | Срібло |
| Кубок Владислава Пітласинські 2013                             | Туреччина | греко-римська боротьба, до 74 кг | 14     |
| Вогні Москви 2013                                              | Туреччина | греко-римська боротьба, до 74 кг | Золото |
| Золотий Гран-прі з боротьби 2013 (Баку)                        | Туреччина | греко-римська боротьба, до 74 кг | 8      |
| Турнір Вехбі Емре 2014                                         | Туреччина | греко-римська боротьба, до 75 кг | Золото |
| Золотий Гран-прі з боротьби 2014 (Сомбатгей)                   | Туреччина | греко-римська боротьба, до 75 кг | 11     |
| Турнір Вехбі Емре і Гаміта Каплана 2015                        | Туреччина | греко-римська боротьба, до 75 кг | Золото |
| Турнір Дана Колова — Николи Петрова 2015                       | Туреччина | греко-римська боротьба, до 75 кг | 11     |
| Кубок Владислава Пітласинські 2015                             | Туреччина | греко-римська боротьба, до 75 кг | 5      |
| Міжнародний турнір Любомира Івановича-Гедзи 2016               | Туреччина | греко-римська боротьба, до 75 кг | Бронза |
| Олімпійський кваліфікаційний турнір з боротьби 2016 (Зренянин) | Туреччина | греко-римська боротьба, до 75 кг | 5      |
| Клубний чемпіонат світу з боротьби 2016                        | Туреччина | команда                          | Срібло |
| Турнір Вехбі Емре і Гаміта Каплана 2017                        | Туреччина | греко-римська боротьба, до 75 кг | 7      |
| Кубок Владислава Пітласинські 2017                             | Туреччина | греко-римська боротьба, до 75 кг | 19     |
| Кубок Владислава Пітласинські 2017                             | Туреччина | греко-римська боротьба, до 80 кг | Бронза |
| Меморіал Іона Корнеану і Ладислава Сімона 2017                 | Туреччина | греко-римська боротьба, до 75 кг | 5      |
| Кубок Тахті 2018                                               | Туреччина | греко-римська боротьба, до 82 кг | Золото |
| Турнір Вехбі Емре і Гаміта Каплана 2018                        | Туреччина | греко-римська боротьба, до 82 кг | Срібло |
| Кубок Владислава Пітласинські 2018                             | Туреччина | греко-римська боротьба, до 82 кг | Золото |
| Гран-прі Загреба з боротьби 2019                               | Туреччина | греко-римська боротьба, до 82 кг | Срібло |
| Меморіал Олега Караваєва 2019                                  | Туреччина | греко-римська боротьба, до 82 кг | Срібло |
| Меморіал Маттео Пелліконе 2020                                 | Туреччина | греко-римська боротьба, до 77 кг | 5      |
| Відкритий чемпіонат Загреба з боротьби 2020                    | Туреччина | греко-римська боротьба, до 82 кг | 8      |
| Гран-прі Франції Анрі Деглана 2021                             | Туреччина | греко-римська боротьба, до 82 кг | Золото |
| Меморіал Маттео Пелліконе 2021                                 | Туреччина | греко-римська боротьба, до 82 кг | 7      |
| Турнір Вехбі Емре і Гаміта Каплана 2021                        | Туреччина | греко-римська боротьба, до 82 кг | 7      |
| Турнір Вехбі Емре і Гаміта Каплана 2022                        | Туреччина | греко-римська боротьба, до 82 кг | 8      |
| Турнір Зухає Сгає 2022                                         | Туреччина | греко-римська боротьба, до 82 кг | Золото |

### Виступи на змаганнях молодших вікових груп
| Змагання                                       | Збірна    | Вагова категорія                 | Місце  |
| ---------------------------------------------- | --------- | -------------------------------- | ------ |
| Чемпіонат Європи з боротьби серед юніорів 2007 | Туреччина | греко-римська боротьба, до 74 кг | Золото |
| Чемпіонат світу з боротьби серед юніорів 2007  | Туреччина | греко-римська боротьба, до 74 кг | 13     |